# Stade Gaston Gérard
Parc des Sports Gaston-Gérard – stadion piłkarski w Dijon, we Francji. Na obiekcie na co dzień występuje Dijon FCO i pomieścić może 16 098 osób. Wokół płyty boiska znajduje się tu bieżnia lekkoatletyczna.

## Historia
Stade Gaston-Gérard otwarty został 19 maja 1934 roku jako Parc des Sports przez prezydenta Francji Alberta Lebruna i w tamtych czasach mógł pomieścić 10 tysięcy widzów.
Zmiana nazwy na obecną miała miejsce w 1969 roku, kiedy to obiektowi nadano imię byłego burmistrza Dijon i ministra sportu Francji Gaston Gérarda. Przez lata obiekt przeszedł kilka drobnych zmian i renowacji.
4 czerwca 1980 roku koncert odbył tutaj Bob Marley.
13 czerwca 1992 roku Serhij Bubka pokonał tutaj wysokość 6,11 m podczas meetingu w Dijon, odbywającego się na tym obiekcie.
22 kwietnia 2009 roku Reprezentacja Francji w piłce nożnej kobiet w ramach przygotowań do Euro 2009 rozegrała tutaj towarzyskie spotkanie z Reprezentacją Szwajcarii, które Trójkolorowe wygrały 2:0.

## Dojazd
Stade Gaston Gérard znajduje się w zachodniej części Dijon, około 2 kilometry od centrum miasta, z którego na obiekt można dojść w mniej niż 30 minut.
Odległość od dworca głównego Dijon Ville wynosi 3,5 kilometra. Można się z niego dostać, jadąc autobusem linii 3, kierującym się do Épirey Cap-Nord i wysiąść na przystanku Parc des Sports. Jazda autobusem trwa około 17 minut.
Samochodem z autostrady A4 należy zjechać zjazdem o numerze 4 Dijon-Centre i następnie jechać drogą D700 w kierunku centrum. W mieście do stadionu poprowadzić powinny odpowiednie drogowskazy.

## Nowy stadion
W 2007 roku zaprezentowano plan kompletnej modernizacji obiektu, który miałby pomieścić 22 tysiące widzów (wszystkie miejsca miałyby być siedzące).
Prace rozpoczęły się za bramkami. Północna Trybuna została ukończona w 2009, natomiast Południowa w 2010 roku. Plany dotyczą również pozostałych dwóch trybun, ale pracę nad nimi jeszcze się nie rozpoczęły.